# Francis Gavin

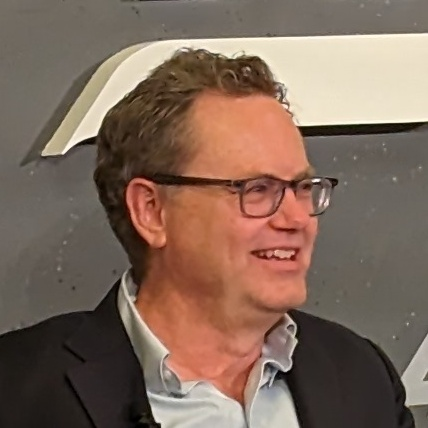
Francis Gavin

Francis J. Gavin (* 4. Dezember 1965 in den USA) ist ein US-amerikanischer Historiker, Politologe, und Hochschullehrer.

## Leben
Francis Gavin machte seinen Bachelorabschluss 1988 mit Belobigung 1988 im Fach Politische Wissenschaften an der University of Chicago in Chicago, Illinois. Es folgte ein Postgraduierten-Studium mit dem Abschluss als Master of Studies am Keble College der University of Oxford. Das Thema seiner Abschlussarbeit im Jahre 1991 war: The Emergence of the Baltic States: Estonia, Latvia and Lithuania during the Interwar Period.
An der University of Pennsylvania in Philadelphia beendete Gavin ein Masterstudium und wurde 1997 mit der Arbeit Defending Europe and the Dollar: Money, Security, and the Politics of the U. S. Balance of Payments, 1958–1968 promoviert. An dieser Universität war er in den Jahren 1996/1997 Dozent für European and American Diplomatic History am Institut für Geschichte und in den Jahren 1998/1999 Gastprofessor für ein Seminar über International Relations.
Von August 1998 an war Gavin an der University of Virginia in Charlottesville, Virginia Leiter des The Presidency and Economic Policy Project und Research Fellow des Presidential Recordings Project am dortigen Miller Center of Public Affairs. Von 2000 bis 2014 war er Professor an der University of Texas in Austin, Texas. Seither lehrt er Politische Wissenschaften am Massachusetts Institute of Technology (MIT) in Cambridge, Massachusetts.
Gavin ist unter anderem Mitglied des New Yorker Council on Foreign Relations.

## Preise und Ehrungen
- 1995–1996: Andrew W. Mellon Dissertation Fellowship.
- 2001–2002: Zuwendung der Lyndon B. Johnson Foundation in Höhe von 35.000 US$ zum Policy Research Project National Security, Nuclear Strategy and Arms Control during the Johnson Presidency: Case Studies and their Implications.
- 2002: Buchstipendium der University of Texas Cooperative Society zum Buch Gold, Dollars, and Power: The Politics of International Monetary Relations, 1958–1971.

## Veröffentlichungen
- als Herausgeber: The Cold War. Fitzroy Dearborn Publishers, Chicago, Illinois, USA 2001, ISBN 1-579583210.
- Gold, Dollars, and Power: The Politics of International Monetary Relations, 1958–1971, University of North Carolina Press, Chapel Hill, North Carolina 2003, ISBN 0-807828238.
- Nuclear Statecraft: History and Strategy in America’s Atomic Age, Cornell University Press, Ithaca, New York State, USA 2012, ISBN 978-0-8014-5101-0.[1]
- mit Mark Allwood Lawrence: Beyond the Cold War: Lyndon Johnson and the New Global Challenge of the 1960s Oxford University Press, New York City, USA 2014, ISBN 978-0-199790692.
- mit Robert Jervis, Joshua Rovner, Diane N. Labrosse (Hrsg.): Chaos in the Liberal Order: The Trump Presidency and International Politics in the Twenty-First Century. Columbia University Press, New York 2018, ISBN 978-0-231-18834-0.
- Nuclear Weapons and American Grand Strategy. Brookings Institution, Washington, D. C., 2020, ISBN 978-0-8157-3791-9.